# Jaroslav Kolbas
Jaroslav Kolbas (* 10. ledna 1985, Trebišov) je slovenský fotbalový obránce, od roku 2017 hráč klubu FC VSS Košice. Mimo Slovensko hrál na klubové úrovni v Řecku. Jeho primárním postem je pozice pravého beka. V roce 2008 nastoupil ve dvou přátelských zápasech slovenského národního týmu.

## Klubová kariéra
Svoji fotbalovou kariéru začal tento obránce v mládežnickém týmu Slavoj Trebišov. Později hrál za tyto kluby: MFK Košice, FC Steel Trans Ličartovce, Škoda Xanthi (Řecko), 1. FC Tatran Prešov, FC Nitra a FK Haniska, Družstevník Veľký Horeš a FC VSS Košice.
Během svého angažmá v Košicích vyhrál slovenský fotbalový pohár v sezoně 2008/09.

## Reprezentační kariéra
Kolbas debutoval v A-týmu Slovenska 20. května 2008 v německém Bielefeldu v přátelském utkání proti Turecku (porážka 0:1), dostal se na hřiště v 85. minutě, kdy střídal Stanislava Šestáka). Celkem odehrál za slovenský národní tým dva zápasy, oba (v roce 2008) skončily porážkou jeho mužstva.

### Reprezentační zápasy
Reprezentační zápasy Jaroslava Kolbase za A-mužstvo Slovenska
| Datum       | Místo              | Domácí    | Výsledek | Hosté     | Soutěž          | Minuty | Góly |
| ----------- | ------------------ | --------- | -------- | --------- | --------------- | ------ | ---- |
| 20. 5. 2008 | Bielefeld, Německo | Turecko   | 1:0      | Slovensko | přátelský zápas | 4'     | 0    |
| 24. 5. 2008 | Lugano, Švýcarsko  | Švýcarsko | 2:0      | Slovensko | přátelský zápas | 45'    | 0    |
|             |                    |           |          |           |                 | 49'    | 0    |